# Cerradoskrake
Cerradoskrake (Mergus octosetaceus) är en akut hotad sydamerikansk and inom ordningen andfåglar. Den förekommer med ett mycket litet bestånd på bara ett par hundratal individer huvudsakligen i två nationalparker i sydcentrala Brasilien.

## Utseende
Cerradoskraken är en 49–56 cm lång mörk och slank andfågel med lång huvudtofs. Den har mörk grönglänsande hjässa, ljusgrått bröst finmarmorerat bröst och mörkgrå ovansida. I flykten syns en vit vingspegel. Den långa sågtandade näbben är mörk och benen skära eller lilafärgade. Lätet är ett hårt och torrt "jrrec". Även mer högljudda och nasala "juac" hörs.

## Utbredning och habitat
Arten förekommer i Sydamerika, i Misiones i Argentina och i södra delen av centrala Brasilien, främst i nationalparkerna Serra de Canastra i Minas Gerais och Chapada dos Veadeiros i Goiás. Den är stannfågel och väldigt trogen sitt revir.

## Levnadssätt
Cerradoskraken förekommer i grunda, strömma floder och kräver både forsar och klarvatten. Den hittas framför allt i de övre loppen, men även i små floder kantad av galleriskog i cerrado eller i Atlantskog. Den häckar mellan juni och augusti i trädhål, klippskrevor eller hålutrymmen i flodbankar. Även ruvas i cirka 33 dagar. Ungfåglar har observerats mellan augusti och november. Födan består av fisk, små ålar, insektslarver, jättesävsländor och sniglar. I Serra da Canastra livnär sig den huvudsakligen av fisken Astyanax fasciatus.

## Status
IUCN kategoriserar arten som akut hotad. En inventering 1992 gav att världspopulationen bara bestod av ungefär 250 individer och troddes ha minskat sedan dess till följt av fördämningar av floder och miljöförstöring. Sentida uppskattningar visar dock att dess status är något bättre än man tidigare trott. I de tre områden där arten tros finnas visar dock på 70–100 revir (motsvarande 140–200 vuxna individer) i Serra de Canastra, färre än 50 individer vid Chapada dos Veadeiros och åtta individer vid Jalapão.

## Namn
Cerradon är ett stort savannområde i det inre av Brasilien och delar av Paraguay och Bolivia. Det vetenskapliga artnamnet octosetaceus betyder
"med åtta borst", av latinets octo ("åtta") och seta ("borst"). Fågeln har på svenska även kallats både amazonskrake och sydamerikansk skrake.